# Héctor Sandoval
Héctor Sandoval (Uruapan, Michoacán, 19 de julho de 1986) é um lutador mexicano de artes marciais mistas que competiu na categoria peso mosca do Ultimate Fighting Championship (UFC).

## Carreira no MMA

### Primeiros anos
Sandoval fez sua estreia profissional em julho de 2008. Ele compilou um recorde de 12-2 no cenário regional da Califórnia, incluindo lutas no Palace Fighting Championship e Tachi Palace Fights, antes de assinar com o UFC após uma sequência de quatro vitórias consecutivas.

### Ultimate Fighting Championship
Estreou no UFC como substituto de Sean Santella devido a lesão, enfrentando Wilson Reis no dia 30 de julho de 2016 no UFC 201. Perdeu a luta por finalização no primeiro round.
Sandoval enfrentou Fredy Serrano no dia 17 de dezembro de 2016 no UFC on Fox 22. Venceu a luta por decisão unânime.
Sandoval enfrentou Matt Schnell em 22 de abril de 2017 no UFC Fight Night 108. Ele venceu por nocaute no primeiro round.
Sandoval enfrentou Dustin Ortiz em 5 de agosto de 2017 no UFC Fight Night 114. Ele perdeu a luta por nocaute no primeiro round.
Sandoval era esperado para enfrentar Jarred Brooks em 1º de junho de 2018 no UFC Fight Night 131. Porém, ele foi retirado da luta em 22 de maio por motivos não revelados, então seu substituto seria José Torres.
Em novembro de 2018, foi noticiado que Sandoval foi dispensado do contrato com a promoção.

## Cartel no MMA
| Cartel no MMA   |             |            |
| 19 lutas        | 15 vitórias | 4 derrotas |
| Por nocaute     | 4           | 2          |
| Por finalização | 2           | 2          |
| Por decisão     | 9           | 0          |

| Res.    | Cartel | Oponente           | Método                       | Evento                             | Data       | Round | Tempo | Local                   | Notas                                                   |
| ------- | ------ | ------------------ | ---------------------------- | ---------------------------------- | ---------- | ----- | ----- | ----------------------- | ------------------------------------------------------- |
| Vitória | 15-4   | Jorge Calvo Martin | Decisão (unânime)            | Combate 36: Sanchez vs. Velasco    | 10/05/2019 | 3     | 5:00  | Stockton, California    |                                                         |
| Derrota | 14-4   | Dustin Ortiz       | Nocaute (socos)              | UFC Fight Night: Pettis vs. Moreno | 05/08/2017 | 1     | 0:15  | Ciudad de México        |                                                         |
| Vitória | 14-3   | Matt Schnell       | Nocaute (socos)              | UFC Fight Night: Swanson vs. Lobov | 22/04/2017 | 1     | 4:24  | Nashville, Tennessee    |                                                         |
| Vitória | 13-3   | Fredy Serrano      | Decisão (unânime)            | UFC on Fox: VanZant vs. Waterson   | 17/12/2016 | 3     | 5:00  | Sacramento, California  |                                                         |
| Derrota | 12-3   | Wilson Reis        | Finalização (mata leão)      | UFC 201                            | 30/07/2016 | 1     | 1:49  | Atlanta, Georgia        |                                                         |
| Vitória | 12-2   | Eloy Garza         | Nocaute Técnico (socos)      | Global Knockout 6                  | 26/03/2016 | 1     | 3:19  | Jackson, California     | Ganhou o Campeonato Mundial Peso Mosca Global Knockout. |
| Vitória | 11-2   | Martin Sandoval    | Decisão (unânime)            | TPF 26: Brawl in the Hall          | 18/02/2016 | 3     | 5:00  | Lemoore, California     |                                                         |
| Vitória | 10-2   | Derrick Easterling | Decisão (unânime)            | Conquer Fighting Championships     | 21/11/2015 | 3     | 5:00  | Richmond, Virginia      |                                                         |
| Vitória | 9-2    | Oscar Ramirez      | Nocaute Técnico (socos)      | West Coast FC 13                   | 28/02/2015 | 2     | 0:41  | Sacramento, California  | Ganhou o campeonato peso mosca do West Coast FC.        |
| Derrota | 8-2    | Willie Gates       | Nocaute Técnico (socos)      | TPF 21: All or Nothing             | 06/11/2014 | 1     | 1:23  | Lemoore, California     | Ganhou ou título vago de TPF Flyweight.                 |
| Vitória | 8-1    | Ryan Hollis        | Decisão (unânime)            | TPF 20: Night of Champions         | 07/08/2014 | 5     | 5:00  | Lemoore, California     | Ganhou o título vago do TPF Flyweight.                  |
| Vitória | 7-1    | Benjamin Vinson    | Decisão (unânime)            | TPF 18: Martinez vs. Culley        | 06/02/2014 | 3     | 5:00  | Lemoore, California     |                                                         |
| Vitória | 6-1    | Robert Schepps     | Decisão (unânime)            | Rogue Fights 22                    | 13/04/2013 | 3     | 5:00  | Redding, California     |                                                         |
| Vitória | 5-1    | Andrew Vallarerez  | Finalização (guilhotina)     | Dragon House 13                    | 02/02/2013 | 1     | 0:50  | Lemoore, California     |                                                         |
| Vitória | 4-1    | Taylor McCorriston | Decisão (unânime)            | Impact MMA - Recognition           | 10/12/2011 | 3     | 5:00  | Pleasanton, California  |                                                         |
| Vitória | 3-1    | Bobby Escalante    | Nocaute Técnico (socos)      | UPC Unlimited 6                    | 10/09/2011 | 1     | 2:53  | Turlock, California     |                                                         |
| Vitória | 2-1    | Jordan Felix       | Finalização (chave de braço) | Gladiator Challenge - Warpath      | 21/05/2011 | 2     | 1:04  | Placerville, California |                                                         |
| Vitória | 1-1    | Ronald Carillo     | Decisão (unânime)            | CCFC - El Reventon                 | 24/04/2010 | 3     | 5:00  | Santa Rosa, California  |                                                         |
| Derrota | 0-1    | Ulysses Gomez      | Finalização (chave de braço) | PFC 9: The Return                  | 18/07/2008 | 1     | 0:51  | Lemoore, California     |                                                         |